# Selomoyo
Selomoyo is een bestuurslaag in het regentschap Magelang van de provincie Midden-Java, Indonesië. Selomoyo telt 1494 inwoners (volkstelling 2010).